# Instrukcja techniczna G-2
Instrukcja techniczna G-2 – standard techniczny w geodezji w Polsce, obowiązujący do 2012 roku na podstawie rozporządzenia Ministra Spraw Wewnętrznych i Administracji z dnia 24 marca 1999, zbiór wytycznych dotyczących wysokościowej osnowy geodezyjnej wprowadzony zarządzeniem nr 4. Prezesa Głównego Urzędu Geodezji i Kartografii z 11 kwietnia 1980 w sprawie wprowadzenia do stosowania instrukcji technicznej „G-2 Wysokościowa osnowa geodezyjna”. Ostatnim wydaniem jest wydanie IV z 1988 opracowane w Instytucie Geodezji i Kartografii przez Tadeusza Wyrzykowskiego w oparciu o „Koncepcję modernizacji wysokościowych osnów geodezyjnych kraju” Głównego Urzędu Geodezji i Kartografii, pozytywnie ocenioną przez Radę Geodezyjną i Kartograficzną, oraz w oparciu o zalecenia Biura Rozwoju Nauki i Techniki Głównego Urzędu Geodezji i Kartografii, które reprezentowali Leon Alexandrowicz i Edward Jarosiński.
W związku z wprowadzeniem ustawy o infrastrukturze informacji przestrzennej z 4 marca 2010 roku, standardy techniczne jako przepisy wykonawcze zachowywały moc do 8 czerwca 2012 roku. W 2012 roku instrukcja została zastąpiona nieobowiązującym już rozporządzeniem z 14 lutego 2012 roku w sprawie osnów geodezyjnych, grawimetrycznych i magnetycznych, które określiło m.in. nowe kryteria wysokościowej osnowy geodezyjnej w Polsce.

## Osnowa wysokościowa w G-2
Instrukcja G-2 zawiera przepisy techniczne i porządkowe ustalające zasady klasyfikacji, podstawowe kryteria dokładności i obligatoryjne wymagania technologiczne, obowiązujące przy zakładaniu podstawowej i szczegółowej geodezyjnej osnowy wysokościowej. Przepisy tej instrukcji nie dotyczą obszarów o szczególnie intensywnych ruchach powierzchni.
Wysokościową osnowę geodezyjną stanowi usystematyzowany zbiór punktów, których wysokość w stosunku do przyjętej powierzchni odniesienia została określona, przy zastosowaniu techniki geodezyjnej. Ze względu na rolę i znaczenie dla opracowań geodezyjno-kartograficznych, osnowa wysokościowa dzieli się na osnowę podstawową, szczegółową i pomiarową (rodzaj) i klasy (od I do V). Dokładność osnowy danego rodzaju i klasy charakteryzuje ogólnie średni błąd pomiaru niwelacji, po wyrównaniu (m0).
- Osnowę podstawową stanowią punkty I i II klasy w sieciach geodezyjnych o najwyższej dokładności (wysokości wyznaczone niwelacją precyzyjną), przy czym rozmieszczenie elementów tych sieci (linii niwelacyjnych) powinno być możliwe równomierne na obszarze całego kraju. Odpowiednie błędy tych klas to:
  - I klasa – m0 = 1 mm/km niwelacji
  - II klasa – m0 = 2 mm/km niwelacji

- Osnowa szczegółowa III i IV klasy, o niższej dokładności niż osnowa podstawowa (wysokości wyznaczone niwelacją techniczną) stanowi jej zagęszczenie, przy czym stopień zagęszczenia powinien być zróżnicowany w zależności od intensywności zagospodarowania terenu. Odpowiednie błędy tych klas to:
  - III klasa – m0 = 4 mm/km niwelacji (przy średnim błędzie określenia wysokości punktu – reperu nie większym niż 0,01 m)
  - IV klasa – m0 = 10 mm/km niwelacji (przy średnim błędzie określenia wysokości punktu – reperu nie większym niż 0,02 m)

- Osnowa pomiarowa V klasy, o niższej dokładności niż osnowa szczegółowa (wysokości wyznaczone niwelacją techniczną, trygonometryczną lub tachimetryczną), stanowi jej zagęszczenie. Dokładność, stopień zagęszczenia i sposób rozmieszczenia punktów powinny być dostosowane do konkretnych zadań geodezyjnych i przyjętej technologii ich realizacji. Błąd tej klasy to:
  - V klasa – m0 = 20 mm/km niwelacji (przy średnim błędzie określenia wysokości punktu nie większym niż 0,10 m)

Osnowę wysokościową podstawową i szczegółową tworzą sieci zakładane jako jednorzędowe. Przypadki stosowania drugiego rzędu mogą być dopuszczone przy dodatkowych dogęszczeniach sieci. Sieci każdej klasy, prócz I klasy, powinny być nawiązywane wielopunktowo (minimum 3 – 4 punkty) do sieci wyższych klas. Wysokości punktów osnowy wysokościowej wszystkich klas odniesione są do poziomu zera mareografu w Kronsztadzie i wyznaczane w systemie wysokości normalnych.
Wraz z wprowadzeniem tej instrukcji straciło moc zarządzenie nr 39 Prezesa Głównego Urzędu Geodezji i Kartografii z 28 grudnia 1973 w sprawie wprowadzenia do stosowania instrukcji technicznej B-II „Osnowa wysokościowa lokalnego znaczenia I – IV klasy”.